# ルゼ
ルゼ （Rezé）は、フランス、ペイ・ド・ラ・ロワール地域圏、ロワール＝アトランティック県のコミューン。

## 地理
ルゼはロワール川南岸に位置する。ルゼ中心部はナントの中心部から3マイル離れている。

## 歴史
新石器時代のメンヒルの存在で明らかなように、先史時代から人が定住していた。ロワール下流はケルト系のアンビリアティ族（fr）が定住しており、その後ローマ人がアウグストゥス帝時代にラティアトゥム（Ratiatum）をつくった。これがルゼの前身である。1世紀、プトレマイオスは『ラティアトゥムはリモヌム（現在のポワティエに次ぐ第二の都市である』と言及している。神殿やヴィッラが建てられ繁栄した都市であったが、港に泥の堆積が3世紀末から進行し、まちは衰退していった。260年にサクソン人とフランク族がまちを襲撃し始めた。ナントとともにラティアトゥムは略奪され、焼かれた。4世紀にラティアトゥムはキリスト教が伝来した。
851年、シャルル禿頭王とブルターニュ王エリスポエ（fr）が締結したアンジェ条約によって、ルゼとロワール川南の流域がブルターニュ王国に併合された。ルゼとその地域の運命は、9世紀からナントと密接に結びつくようになる。ルゼはナント司教区に属し、ロワール川南西にブルターニュ公が制定したペイ・ド・レズ地方に属した。
ヴァンデ戦争においては、農民軍のナント攻撃の拠点となった。戦争で廃墟と化したルゼは、19世紀より再建が始まった。この時期、かつての住民たちが再びルゼに戻ってきた。
1946年、ナントとの統合を問う住民投票が行われたが否決された。戦後の再建の時代、住宅に対するニーズの増大が都市の大規模な都市化につながった。1963年、モンティ・ド・ルゼにあるかつての城跡に大規模な公営住宅が建設された。

## 交通
- 鉄道 - TERペイ・ド・ラ・ロワール、ルゼ・ポン＝ルソー駅。ナント・トラムの路線あり。
- 道路 - ナント環状道路がルゼを通り、4つのインターチェンジがある。

## 人口統計
ルゼは、第二次世界大戦後に都市の拡大を経験するまで、長い間半農村のまちだった。かつての村の周りが成長していき、1950年代から1980年代のルゼの都市化は単一性に欠けている。短期間人口は停滞したが、現在は増加に転じている。
| 1962年 | 1968年 | 1975年 | 1982年 | 1990年 | 1999年 | 2006年 |
| ------ | ------ | ------ | ------ | ------ | ------ | ------ |
| 28 276 | 33 509 | 35 730 | 33 562 | 33 262 | 25 518 | 37 333 |

参照元:Insee ·  · 

## 姉妹都市
- ザンクト・ヴェンデル、ドイツ
- アイン・デフラ、アルジェリア
- ダンドーク、アイルランド